# Torgny
Torgny ist ein schwedischer männlicher Vorname, abgeleitet von dem altnordischen Namen Þórgnýr mit der Bedeutung „Thors Lärm (Grollen, Getöse)“. Eine seltenere Variante des Namens ist Thorgny.

## Namensträger
- Yngve Torgny Brilioth (1891–1959), schwedischer lutherischer Theologe
- Torgny Lindgren (1938–2017), schwedischer Schriftsteller
- Torgny Mogren (* 1963), schwedischer Skilangläufer
- Torgny T:son Segerstedt (1908–1999), schwedischer Philosoph und Soziologe

## Sonstiges
- Torgnyskjeret, Berg im Königin-Maud-Land, Antarktika